# Eva Kühne-Hörmann
Eva Kühne-Hörmann, née le 14 mars 1962 à Cassel, est une femme politique allemande membre de l'Union chrétienne-démocrate d'Allemagne (CDU).
Elle est actuellement ministre de la Justice du Land de la Hesse.

## Biographie
En 1981, elle obtient son Abitur et démarre des études supérieures de droit à l'Université de Wurtzbourg. Elle les achève à l'Université de Göttingen, où elle passe son premier examen juridique d'État en 1988. À partir de l'année suivante, elle effectue un stage de deux ans à Cassel, puis réussit son second examen juridique d'État en 1991.
Elle commence alors à travailler comme professeur dans le privé à Stendal, en Saxe-Anhalt, mais renonce à ce poste au bout d'un an pour devenir assistante au ministère de la Justice du Land de Thuringe jusqu'en 1993. Elle est ensuite nommée chef de cabinet du maire de Cassel pour deux ans.
Par ailleurs, elle est évangélique, mariée et mère de deux enfants.

## Parcours politique

### Au sein de la CDU
Eva Kühne-Hörmann adhère à l'Union chrétienne-démocrate d'Allemagne (CDU) en 1986. Huit ans plus tard, elle est élue présidente de la Frauen Union, organisation des femmes de la CDU, dans la ville de Cassel. En 1995, elle entre au comité directeur du parti dans l'arrondissement de Cassel.
Elle intègre le comité directeur régional du parti en 1998, puis est élue présidente de la CDU de la ville de Cassel le 21 janvier 2006.

### Au sein des institutions
En 1995, elle est élue députée régionale au Landtag de Hesse. Elle entre au conseil municipal de Cassel deux ans plus tard. Au parlement régional, elle est notamment porte-parole du groupe CDU pour la justice de 1999 à 2000, avant de devenir porte-parole pour la science et les arts en 2001. Le 5 avril 2003, elle devient l'une des vice-présidentes du groupe parlementaire.
Élue présidente du groupe CDU au conseil municipal de Cassel en décembre 2005, Eva Kühne-Hörmann est nommée ministre de la Science et de la Culture de Hesse le 5 février 2009 dans la coalition noire-jaune du ministre-président Roland Koch. Elle est reconduite par Volker Bouffier le 31 août 2010. Lorsque ce dernier constitue, à la suite des élections de 2013, une coalition noire-verte, elle devient ministre de la Justice le 19 janvier 2014.